# Hipervitaminosis
La hipervitaminosis es la excesiva acumulación de una vitamina, lo contrario de la avitaminosis (falta de vitamina) en el organismo, que puede llevar a diversos trastornos dependiendo de qué vitamina se trate:
- Hipervitaminosis A: Puede presentar síntomas similares a los de un tumor cerebral: cefalea, vómitos, dolor en los huesos, visión borrosa.
- Hipervitaminosis D: Sus síntomas son similares a los de una presencia excesiva de calcio; debilidad, cansancio, cefaleas y náuseas.

Normalmente los tratamientos para la hipervitaminosis en la mayoría de los casos consisten en abandonar el consumo de la vitamina.
Además, cabe señalar que provocar una hipervitaminosis con alimentos en forma natural es muy difícil, mientras que cuando sucede por ingestión de complementos sintéticos o de farmacéuticos, las hipervitaminosis pueden resultar más graves.
El uso de la vitamina E sintética puede producir trastornos hepáticos importantes. Por ello, no debemos tomar o administrar vitaminas sin la supervisión médica o de un nutricionista; y en el caso de los animales, sin la asesoría de un veterinario.